# Великі Чучевичі
Великі Чучевичі (біл. Вялікія Чучавічы) — село в Білорусі, у Лунинецькому районі Берестейської області. Орган місцевого самоврядування — Чучевицька сільська рада.

## Географія

### Клімат
Клімат у населеному пункті вологий континентальний («Dfb» за класифікацією кліматів Кеппена). Опадів 612 мм на рік. Найменша кількість опадів спостерігається в лютому й сягає у середньому 27 мм. Найбільша кількість опадів випадає в червні — близько 86 мм. Різниця в опадах між сухими та вологими місяцями становить 59 мм. Пересічна температура січня — -6,1 °C, липня — 18,3 °C. Річна амплітуда температур становить 24,4 °C.
| Клімат                            | Клімат | Клімат | Клімат | Клімат | Клімат | Клімат | Клімат | Клімат | Клімат | Клімат | Клімат | Клімат | Клімат |
| Показник                          | Січ.   | Лют.   | Бер.   | Квіт.  | Трав.  | Черв.  | Лип.   | Серп.  | Вер.   | Жовт.  | Лист.  | Груд.  | Рік    |
| Середній максимум, °C             | −3,1   | −1,6   | 3,2    | 12,1   | 19,1   | 22,5   | 23,5   | 22,8   | 17,8   | 11,2   | 4,2    | −0,3   | 10,9   |
| Середня температура, °C           | −6,1   | −4,9   | −0,5   | 7,3    | 13,5   | 17,1   | 18,3   | 17,5   | 13,0   | 7,4    | 1,8    | −2,8   | 6,8    |
| Середній мінімум, °C              | −9     | −8,1   | −4,1   | 2,5    | 8,0    | 11,8   | 13,1   | 12,2   | 8,2    | 3,7    | −0,6   | −5,3   | 2,7    |
| Норма опадів, мм                  | 35     | 27     | 31     | 41     | 55     | 86     | 82     | 66     | 56     | 47     | 44     | 42     | 612    |
| --------------------------------- | ------ | ------ | ------ | ------ | ------ | ------ | ------ | ------ | ------ | ------ | ------ | ------ | ------ |
| Джерело: Climate-Data.org (англ.) |        |        |        |        |        |        |        |        |        |        |        |        |        |

## Населення
За переписом населення Білорусі 2009 року чисельність населення села становило 2048 осіб.